# Marek Ďaloga
Marek Ďaloga (ur. 10 marca 1989 w Zwoleniu) – słowacki hokeista, reprezentant Słowacji, dwukrotny olimpijczyk.

## Kariera
- HKm Zvolen (2006–2012)
  -  HC 07 Detva (2006–2007, 2008/2009, 2009/2010, 2011)
  -  HK VSR SR 20 (2007–2008)
  -  HK Orange 20 (2008–2009)
  -  HK Spišská Nová Ves (2009–2010)
- HC Pardubice (2012–2014)
- Sparta Praga (2014–2015)
- Ak Bars Kazań (2015–2016)
- Slovan Bratysława (2016–2017)
- Kunlun Red Star (2017)
- Sparta Praga (2018)
- Mora IK (2018-2019)
- Sparta Praga (2019)
- Dinamo Ryga (2019–2020)
- HKm Zvolen (2020)
- HC Pardubice (2020-2021)
- HC Kometa Brno (2021-)

Wychowanek i wieloletni zawodnik HKm Zvolen do 2012. Od tego roku grał w klubach czeskiej ekstraligi: przez dwa sezony reprezentował HC Pardubice, a następnie przez rok Spartę Praga ((przekazano go tam z HC Lev Praga, w listopadzie 2014 przedłużył kontrakt o dwa lata). Wiosną 2015 został zawodnikiem rosyjskiego Ak Barsa Kazań z rozgrywek KHL. W sierpniu 2016 przeszedł do Slovana Bratysława, uczestniczącego wówczas w tej samej lidze. W lipcu 2017 podpisał kontrakt z chińskim zespołem Kunlun Red Star, także występującym w KHL. 1 stycznia 2018 ogłoszono jego transfer do Sparty Praga, gdzie dokończył sezon. W czerwcu 2018 został zaangażowany przez szwedzki klub Mora IK w rozgrywkach SHL. W sierpniu 2019 po raz trzeci trafił do Sparty Praga, wiążąc się kontraktem w wymiarze 6 tygodni z opcją przedłużenia, z której nie skorzystano w listopadzie. W połowie grudnia 2019 przeszedł do łotewskiego Dinama Ryga w KHL. W październiku 2020 ponownie został zawodnikiem macierzystego klubu ze Zwolenia, podpisujący kontrakt na dwa mecze. W listopadzie 2020 został powtórnie graczem czeskich Pardubic. Wiosną 2021 związał się kontraktem z Kometą Brno.
W kadrach juniorskich kraju uczestniczył w turniejach mistrzostw świata do lat 17 edycji 2006, mistrzostw świata do lat 18 edycji 2007, mistrzostw świata do lat 20 edycji 2008, 2009. W kadrze seniorskiej uczestniczył w turniejach mistrzostw świata edycji 2013, 2014, 2015, 2018, 2019, 2021, zimowych igrzysk olimpijskich 2018, 2022.

## Sukcesy
Reprezentacyjne
- Brązowy medal zimowych igrzysk olimpijskich: 2022

Indywidualne
- Mistrzostwa świata do lat 18 w hokeju na lodzie mężczyzn 2007/Elita: jeden z trzech najlepszych zawodników reprezentacji w turnieju
- Mistrzostwa Świata w Hokeju na Lodzie 2014 (elita): jeden z trzech najlepszych zawodników reprezentacji w turnieju[17]